# Odlot (serial telewizyjny)
Odlot – polski miniserial telewizyjny z 1982 roku w reż. Janusza Dymka na podstawie noweli Ryszarda W. Kowalskiego pt. Kajtek.

## Główne role
- Artur Barciś – Rafał Michalski
- Tatiana Sosna-Sarno – Hanka
- Lidia Bienias – matka Rafała
- Jan Bógdoł – ojciec Rafała
- Wojciech Górniak – ślusarz w narzędziowni
- Henryk Stanek  – ślusarz w narzędziowni
- Tadeusz Madeja – Sobiesiak, opiekun Rafała w narzędziowni
- Leszek Piskorz – Bolek, sąsiad Michalskich, pracownik FSM
- Ewa Konstanciak – siostra Rafała

## Opis fabuły
Główny bohater filmu – nastoletni Rafał wchodzi w dorosłe życie w Polsce przełomu lat 70. i 80. Po ukończeniu szkoły zawodowej bez powodzenia próbuje zdać egzaminy do technikum. Po porażce, podejmuje pracę w fabryce samochodów. Wchodzi w dorosłe życie, w którym, ten nieśmiały i idealistycznie nastawiony, młody człowiek musi zmierzyć się z realiami dorosłego życia – cynizmem i konsumpcyjną postawą otaczających go ludzi, niezrozumieniem w domu rodzinnym, niespełnioną, pierwszą miłością. Niepowodzenia jakie go spotykają, są powodem jego decyzji o wstąpieniu na ochotnika do wojska.

## Tytuły odcinków
- 1. Pinczer
- 2. Hanka
- 3. Tłocznia
- 4. Ochotnik